# 文京区立駒本小学校
文京区立駒本小学校（ぶんきょうくりつこまもとしょうがっこう）は、東京都文京区向丘に位置する公立小学校。

## 概要
- 本郷通りと東京都道458号白山小台線の交点かつ、都道458号の起点である駒本小学校交差点に所在する。東側以外の北側(光林寺)・東側(蓮光寺)・南側(清林寺・栄松院)を寺院と墓地に囲まれた小規模の公立小学校。

## 沿革
- 1876年(明治9年)3月、東京市駒本尋常小学校として開校する。
- 1932年(昭和7年)4月9日、選挙応援演説で本校を訪れた貴族院議員の井上準之助が、血盟団メンバーの小沼正に暗殺される(血盟団事件)。
- 1945年(昭和20年)4月13日、東京大空襲によって校舎が焼失。児童は昭和小、誠之小、汐見小に分かれる。
- 1946年(昭和21年)閉校する。
- 1954年(昭和29年)、文京区立駒本小学校として、新設校が開校する。
- 2010年(平成22年)、東京都総合防災訓練会場となり、石原慎太郎都知事が来校する。
- 2017年(平成29年)6月26日、東京都議会議員選挙応援として、自由民主党総裁の安倍晋三が応援演説を行う[1]。

## 位置
- 〒113-0023 東京都文京区向丘2-37-5
- 最寄り駅：東京メトロ南北線本駒込駅徒歩2分・都営三田線白山駅徒歩8分

## 主な出身者
- 角田晃広 - お笑いタレント(東京03), 俳優